# Waste of Mind
Waste of Mind é o segundo álbum de estúdio da banda Zebrahead, lançado em 13 de Outubro de 1998.

## Faixas
1. "Check" — 2:26
2. "Get Back" — 3:32
3. "The Real Me" — 3:57
4. "Someday" — 3:02
5. "Waste of Mind" — 3:32
6. "Feel This Way" — 3:44
7. "Walk Away" — 3:22
8. "Big Shot" — 3:00
9. "Swing" —2:50
10. "Jag Off" — 3:25
11. "Time" — 3:10
12. "Move On" — 4:08
13. "Fly Daze" — 4:34
14. "Bootylicious Vinyl" — 3:26

## Desempenho nas paradas musicais
| Parada musical (1998)            | Posição |
| -------------------------------- | ------- |
| Estados Unidos - Top Heatseekers | 34      |

## Créditos
- Justin Mauriello - Guitarra rítmica, vocal
- Ali Tabatabaee - Vocal
- Greg Bergdorf - Guitarra principal, Backing vocals
- Ben Osmundson - Baixo
- Ed Udhus - Bateria
- Howard Benson - Teclados